# تلفن سفید

آگوستینا بلی در صحنه‌ای از فیلم.

تلفن سفید (ایتالیایی: Telefoni bianchi) فیلمی در ژانر کمدی به کارگردانی دینو ریسی است که در سال ۱۹۷۶ منتشر شد.

## بازیگران
- آگوستینا بلی
- ویتوریو گاسمن
- اوگو تونیاتسی
- ویلیام برگر
- لینو توفولو
- رناتو پوتسِـتو
- ککی پونتسونی
- پائلو بارُنی
- النورا مورانا
- نورا اُرلاندی
- فرانکا استوپی
- مارچلو توسکو
- آلوارو ویتالی
- کارلا مانچینی